# Випадок (фільм, 1981)
«Випадок» (пол. Przypadek — художній фільм польського режисера Кшиштофа Кесльовського. Зйомки були завершені в 1981 році, проте з цензурних міркувань фільм випустили на екран лише шість років по тому. Демонструвався в рамках офіційної конкурсної програми «Особливий погляд» 40-го Каннського кінофестивалю (1987), а потім — в рамках позаконкурсної програми XV Московського кінофестивалю (1987). У деяких країнах фільм називався «Сліпий випадок».

## Сюжет
У перших кадрах ми бачимо головного героя, Вітека (Богуслав Лінда), що сидить в кріслі літака; на його обличчі жах, очевидно, відбувається авіакатастрофа. Початкові титри йдуть під його відчайдушний крик.
Все, що відбувається далі може розглядатися як передсмертні спогади. Перед нами трагічний кадр, пов'язаний з народженням героя в Познані в 1956 році, під час придушення народного повстання (Познанський червень; тоді загинула його мати); дитячі роки Вітека, його перше кохання, його навчання в медичному інституті. Кончина батька ставить його перед екзистенційним вибором.
Далі на екрані розгортаються три версії долі Вітека. Від того, запізниться він на поїзд Лодзь — Варшава або в останній момент скочить в нього, залежить, чи стане він діячем комуністичної партії або, навпаки, активістом «Солідарності»; або, нарешті, не відбудеться ні перше, ні друге, Вітек повернеться в інститут, обзаведеться сім'єю, зробить кар'єру і … сяде на фатальний для нього літак.

## У ролях
- Богуслав Лінда — Вітольд (Вітек) Длугош
- Богдан Невіновській — батько Вітека
- Тадеуш Ломницький — 1 епізод Вернер
- Збігнєв Запасевич — 1 епізод. Адам
- Богуслава Павелець — 1 епізод «Чушка» («перчинка») Ольковська
- Мажена Трибала — 2 епізод Вєрка
- Яцек Борковський — 2 епізод Марек
- Яцек Сас-Ухриновський — 2 епізод Даніель
- Адам Ференц — 2 епізод ксьондз Стефан
- Моніка Гожджік — 3 епізод Ольга
- Зигмунт Хюбнер — 3 епізод декан
- Ірена Бирська — 3 епізод тітка Вітека

## Структура
Принцип сюжету з розгалуженням альтернатив неодноразово використовувався в кінематографі, в тому числі Кшиштофом Зануссі в короткометражному фільмі «Гіпотеза», Аленом Рене в знаменитій дилогії «Палити/Не палити», а також у фільмах «Обережно, двері зачиняються» і «Ефект метелика>». Особливість його використання у Кесльовського — відсутність іронії, глибокий драматизм того, що відбувається і гострий соціальний пафос.